# Trudy Duburiya
Trudy Duburiya (ur. 13 stycznia 1976) – nauruańska lekkoatletka, sprinterka.
Wystąpiła na Mistrzostwach Świata 1991, na których zajęła 6. miejsce w biegu eliminacyjnym na 100 metrów z czasem 14,34.
Uczestniczyła w Miniigrzyskach Południowego Pacyfiku 1993, na których wzięła udział w biegach na 100 (7. miejsce w biegu eliminacyjnym; czas 14,48) i 200 m (5. pozycja w biegu eliminacyjnym; czas 30,38, 7. miejsce w półfinale; czas 29,73).
W 1993 wystartowała na mistrzostwach Oceanii juniorów młodszych. Na 100 m zajęła 7. miejsce w biegu eliminacyjnym z czasem 14,18. Na dwa razy dłuższym dystansie osiągnęła ten sam wynik z czasem 29,46. Najlepiej poszło jej na 400 m – uplasowała się na 6. miejscu w końcowej klasyfikacji (czas finałowy to 1:20,95).
Dwukrotnie zajmowała trzecie miejsce w Igrzyskach Mikronezji na dystansie 400 metrów – w 1994 i 1998. W 1998 zdobywała również brązowy medal tych zawodów w pchnięciu kulą i rzucie dyskiem.
Siostra bliźniaczka Trysona Duburiyi, który również jest lekkoatletą.
Rekordzistka kraju na 400 m – 1:03,0 (19 marca 1994, Meneng) / 1:06,80 (6 sierpnia 1998, Koror).